# Гурнов, Александр Борисович
Алекса́ндр Бори́сович Гурно́в (род. 8 июля 1957, Москва) — советский и российский журналист, телеведущий, переводчик, общественно-политический деятель. Один из первых ведущих программы «Вести».

## Биография
В 16 лет стал корреспондентом газет «Пионерская правда» и «Комсомольская правда». В 1980 году окончил Московский государственный институт международных отношений (МГИМО) и в том же году стал редактором, автором и ведущим еженедельной политической программы на Центральном телевидении.
В 1984 году проходил военную службу в Эфиопии, был военным переводчиком. С 1986 по 1990 год работал в программе «Время».
С 1990 по 1991 год — ведущий программы «ТСН», а с 1991 по 1993 гг. и с марта по октябрь 1996 г. — ведущий программы «Вести» на телеканале РТР. B 1991 году, после августовского путча, награждён медалью «Защитнику свободной России».
В 1993 году стал руководителем бюро Российского телевидения в Лондоне.
В 1993 году комментировал гран-при Европы в Донингтоне, а год спустя — Гран-при Великобритании на телеканале РТР. Автор документального цикла «Чисто английский репортаж» (1995).
В 1996 году — автор и ведущий публицистической программы «Точка опоры» — совместного телепроекта ВГТРК и BBC, а также шоу «Бои гладиаторов». В том же году получил благодарность президента РФ «За активное участие в создании и становлении ВГТРК».
С 1 февраля 1997 года недолго работал ведущим информационно-развлекательного интерактивного канала «Субботний вечер» на РТР. Там же вёл программу «Горячая тема». Ушёл с РТР по причине собственного несогласия с политикой нового руководства телеканала, направленной на «выдавливание» из эфира лиц, стоявших у его истоков.
С августа 1997 года — один из учредителей ЗАО «Российское Информационное агентство „Телевизионная служба новостей“» (ТСН), в разное время являвшегося поставщиком информационных выпусков для телеканалов ТВ-6, М1 и REN-TV. С января 1998 по январь 2000 года был генеральным директором и главным редактором информационного агентства «ТСН». В октябре 1999 года ТВ-6 отказалось от сотрудничества с агентством Гурнова и стало выпускать выпуски новостей собственного производства, в июне 2000 года то же самое сделает и REN-TV. После этого ТСН сотрудничала только с региональными телекомпаниями, а осенью 2001 года окончательно прекратила своё существование.
С июня 2000 по июль 2001 года был ведущим программы «Международная панорама» на РТР. С 2001 по 2002 год занимался съёмкой полнометражных документальных фильмов на международную тематику для РТР.
С апреля 2003 года по 2005 год также работал на телеканале «Спорт» («Россия-2»), где занимал должность заместителя генерального директора по информации, был комментатором трансляций и ведущим первоначальной версии программы «Неделя спорта». Весной 2004 года программа была снята с эфира по распоряжению генерального директора канала Василия Кикнадзе. Далее являлся обозревателем тематических передач этого телеканала, работал на Летних Олимпийских играх 2004 года в роли ведущего дневников.
С декабря 2005 по январь 2013 года был ведущим программы-интервью «Spotlight» («Прожектор») на «Russia Today».
В 2006 году он принял участие в онлайн-интервью с президентом России Владимиром Путиным в качестве представителя поисковой системы «Яндекс».
С мая 2013 по февраль 2015 года был автором, руководителем и ведущим телепроекта RT «Точка отсчёта».
С начала 2014 года в качестве эксперта часто принимает участие в разных общественно-политических ток-шоу на российских федеральных телеканалах.
С 4 декабря 2016 по 17 февраля 2017 года являлся ведущим информационно-аналитического шоу «Правда Гурнова» на телеканале НТВ. 2 апреля 2019 года — временно исполняющий обязанности ведущего общественно-политического шоу «Место встречи» на том же канале, где неоднократно появляется
как участник.
Владеет английским, французским и амхарским языками.

## Личная жизнь
Отец — журналист-международник, ведущий «Международной панорамы» Борис Гурнов (1930—2016). Прадед — историк Николай Иванович Костомаров.
Женат, есть сын.

## Награды
- Медаль ордена «За заслуги перед Отечеством» II степени (14 мая 2001 года) — за большой вклад в развитие российского телевидения и радиовещания[33].
- Медаль «Защитнику свободной России» (30 декабря 1993 года) — за исполнение гражданского долга при защите демократии и конституционного строя 19-21 августа 1991 года[34].
- Благодарность Президента Российской Федерации (8 мая 1996 года) — за активное участие в создании и становлении Всероссийской государственной телерадиовещательной компании[35].